# The Penthouse: War in Life
The Penthouse: War in Life este un film serial sud-coreean din anul 2020 produs de postul SBS.

## Distribuție
- Lee Ji-ah - Shim Su-ryeon
- Kim So-yeon - Cheon Seo-jin
- Eugene - Oh Yoon-hee
- Um Ki-joon - Joo Dan-tae
- Park Eun-seok - Gu Ho-dong/Logan Lee
- Yoon Jong-hoon - Ha Yoon-cheol